# Ken Sprague

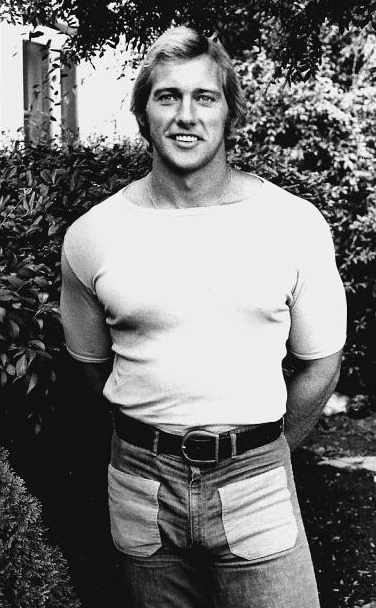
Ken Sprague, 1970

Kenneth Ray „Ken“ Sprague (* 14. Juli 1945 in Cincinnati, Ohio) ist ein US-amerikanischer Bodybuilder, Lehrer, Autor, Model, Pornodarsteller und Unternehmer.

## Leben
Sprague wurde in Cincinnati, Ohio, geboren. In der Schulzeit war er im Bereich der Leichtathletik, American Football, Boxen, Gewichtheben und Bodybuilding engagiert. Er nahm an verschiedenen Wettbewerben der Amateur Athletic Union (AAU) teil und gewann 1967 den Titel „Mr Cincinnati Bodybuilder“. 1964 heiratete er Melrose Thrower, mit der er bis 1969 verheiratet war und einen gemeinsamen Sohn hatte. Sprague begann an der University of Cincinnati zu studieren, wo er durch einen Freund für das Modeling beim Pornografiestudio COLT in New York City angeworben wurde. Sprague posierte nackt für verschiedene Publikationen einer homosexuellen Leserschaft und zog nach Kalifornien, wo er unter dem Pseudonym Dakota dann ab Ende der 1960er Jahre Pornofilme drehte. Gemeinsam mit Rick Cassidy galt er in den frühen 1970er Jahren in der Zeit des Porno Chic als „Nelson Eddy“ und „Jeanette MacDonald“ der schwulen Pornografie. Mit dem finanziellen Erlös aus seiner Tätigkeit als Model und Pornofilmdarsteller erwarb Sprague ein eigenes unabhängiges Filmstudio und wurde 1972 Eigentümer des Bodybuildingfitnessstudios Gold’s Gym im Stadtteil Venice in Los Angeles. Er heiratete 1971 Maryon Riesenfeld, die 1978 verstarb. In den folgenden Jahren veranstaltete er in seinem Fitnessstudio verschiedene Bodybuildingwettbewerbe, unter anderem das AAU Mr. America. Diese Veranstaltungen erregten das Interesse der Medien und so wurde das Gold’s Gym in Venice zu einem „Mekka des Bodybuildings“. Namhafte Bodybuilder der damaligen Zeit wie Arnold Schwarzenegger und Dave Draper nutzten sein Studio. 1977 erschien der Film Pumping Iron über die Bodybuilderszene in Venice. Nach dem Tod seiner zweiten Ehefrau heiratete er 1978 Donna Wong. 1979 veräußerte Sprague das Bodybuildingstudio und zog mit seiner Familie nach Eugene, Oregon, wo er stärkeres Gewicht auf sein Familienleben legte. Er schrieb und veröffentlichte mehrere Bücher über das Bodybuilding und arbeitete als Lehrer für Mathematik und Naturwissenschaften. 1999 zog er mit seiner dritten Ehefrau nach Marietta, Georgia, wo er als Lehrer an der Marietta High School bis zu seiner Pensionierung im Jahre 2010 tätig war.

## Werke (Auswahl)

### Bücher (Auswahl)
- 1978: The Gold’s Gym Weight Training Book
- 1981: The Gold’s Gym Book of Strength Training
- 1983: The Gold’s Gym Book of Bodybuilding
- 1982: The Athlete’s Body
- 1981: Weight and Strength Training for Kids and Teenagers
- 1993: Sports Strength
- 1996: More Muscle

### Filmografie (Auswahl)
- Beater’s Digest (Video) (als Dakota)
- 1972: All About Alice, Mike (als Dakota)
- 1970: Drilled Deep (Short) (als Dakota)
- 1977: Pumping Iron (Dokumentation)